# Hanging by a Moment
«Hanging by a Moment» — песня американской альтернативной группы Lifehouse 2000 года, первый сингл с их дебютного альбома No Name Face. Песня была написана вокалистом группы Джейсоном Уэйдом, который написал её за пять минут. Сингл был спродюсирован Рони Анилло и сведён Бренданом О’Браеном. Песня написана в жанре постгранж с элементами альтернативного рока. В США выпущена 24 апреля 2001 года на лейбле DreamWorks Records.
Композиция получила положительные отзывы критиков. Она также стала коммерчески успешной, попав в десятку лучших песен в чартах США и Австралии, а также попав в чарты Голландии, Новой Зеландии и Великобритании. В 2001 году Австралийская ассоциация звукозаписывающих компаний присвоила синглу статус дважды платинового, а также он стал самой ротируемой песней в США. Официальный видеоклип впервые был показан 7 декабря 2000 года на VH1.com.

## Коммерческий успех
Сингл «Hanging by a Moment» дебютировал в чарте Billboard Hot 100 10 февраля 2001 года на 76 позиции и с каждой неделей поднимался вверх по рейтингу, достигнув 16 июня второго места, пропустив вперёд только кавер версию «Lady Marmalade» в исполнении Кристины Агилеры, Pink, Lil’ Kim и Mýa. После этого песня пробыла в чарте ещё 55 недель и выбыла из него 16 февраля 2002 года. Песня также пользовалась успехом на рок-радио, где занимала первое место в течение трёх недель. В чарте Billboard Alternative Songs песня дебютировала 28 октября 2000 года на 36 позиции и поднялась на первое место. В чарте песня продержалась 34 недели. В чарте Billboard Pop Songs песня дебютировала 3 марта 2001 года на 32 месте. В чарте песня продержалась 37 недель, достигнув второго места. В чарте Billboard Radio Songs песня дебютировала 10 февраля 2000 года на 70 позиции и вскоре достигла первого места. Всего в чарте она продержалась 55 недель. Песня дебютировала 24 февраля 2001 года в чарте Billboard Adult Pop Songs на 37 месте. Она дошла до первого места, а всего в чарте пробыла 74 недель. «Hanging by a Moment» стала самой ротируемой песней 2001 года.
Песня стала успешной не только в США, но и во всём мире. В Австралии песня дебютировала 17 июня 2001 года на 36 позиции в ARIA Charts. Через девять недель песня достигла первого места, где продержалась 5 недель. Всего она продержалась в чарте 24 недели. Австралийская ассоциация звукозаписывающих компаний присвоила синглу статус дважды платинового. В голландском чарте Mega Single Top 100 песня дебютировала на 95 позиции и достигла 31-го места. в новозеландском чарте Singles Chart «Hanging by a Moment» дебютировала на 48 месте и продержалась там в течение 31 недели, достигнув 6 позиции. В Великобритании сингл дебютировал 8 сентября 2001 года на 25 позиции.

## Музыкальное видео
Видеоклип на песню был выпущен 7 декабря 2000 года на Vh1.com. Режиссёром выступил Гэвин Боуден. Это видео стало официальным клипом песни, до этого же на канале MTV2 транслировалась неофициальная «предварительная версия», выпущенная DreamWorks. В интервью MTV Radio Уэйд объяснил процесс съёмки видеоклипа, сказав: «Мы снимали видео в действительно классном месте в Креншоу, Лос-Анджелес, наверху был боулинг клуб, а внизу площадка для катания на роликовых коньках. Мы должны были останавливаться каждые 10 секунд, потому что мимо проходила лига по боулингу. Той ночью мы собрали всех наших друзей вместе».
Видео начинается с того, что Уэйд играет на гитаре в номере отеля. Напевая, Уэйд собирает свои вещи, которые складывает в чемодан. Потом он покидает номер и идёт ускоренное видео как машина едет по трассе. Потом видео показывает ресторан, где Уэйд лежит на ресторанном диване и исполняет песню. После этого Уэйд вместе с остальными участниками группы Lifehouse на концерте. Ближе к концу видео камера показывает как Lifehouse исполнеют песнь перед толпой, в то время как Уэйд едет на машине по трассе. В конце видео камера показывает всех членов группы, уходящих вместе.

## Продвижение
10 января 2001 года канал MTV подтвердил информацию, что Lifehouse будут выступать на разогреве во время четырнадцатидневного тура группы Matchbox Twenty, продвигающей свой альбом Mad Season. Тур начался 27 февраля 2001 года концертом в Миннеаполисе, а закончился 29 марта в Юниверсал-Сити . Во время тура, 8 марта Lifehouse также приняли участие в ток-шоу The Tonight Show with Jay Leno, где исполнили песню «Hanging by a Moment». Через несколько месяцев, 26 мая, группа исполнила песню на фестивале Ривер Рэйв, проходившем на стадионе Фоксборо. В июле 2001 года Lifehouse поехали в тур вместе с группой 3 Doors Down. Lifehouse двенадцать раз выходили на разогреве, исполняя песни со своего дебютного альбома No Name Face, включая «Hanging by a Moment».

## Участники записи
- Джейсон Уэйд — автор текста
- Рон Анелло — продюсер
- Брендан О’браин — сведение
- Боб Кирни, Марк Грин, Пол Нейден — инженер звукозаписи

по данным Allmusic

## Список композиций
| - US CD single 1. «Hanging by a Moment» — 3:36 2. «Fairytales Sandcastles» — 3:52 3. «What’s Wrong With That» — 3:54 4. «Fool» — 4:21 - Australian CD single 1. «Hanging by a Moment» — 3:36 2. «Fairytales Sandcastles» — 3:52 3. «What’s Wrong with That» — 3:54 4. «Fool» — 4:21 - European CD maxi single 1. «Hanging by a Moment» — 3:36 2. «Fairytales Sandcastles» — 3:52 3. «Hanging by a Moment» (Acoustic Version) — 3:30 4. CD-ROM «Hanging by a Moment» Music Video | - Australasia CD maxi single 1. «Hanging by a Moment» — 3:36 2. «Fairytales Sandcastles» — 3:52 3. «What’s Wrong with That» — 3:54 4. «Fool» — 4:21 - European promo single 1. «Hanging by a Moment» — 3:36 - UK CD single 1. «Hanging by a Moment» — 3:36 2. «Fairytales Sandcastles» — 3:52 3. «Hanging by a Moment» (Acoustic Version) — 3:30 4. CD-ROM «Hanging by a Moment» Music Video |

## Чарты
| Чарт (2001—2002)                    | Высшая позиция |
| ----------------------------------- | -------------- |
| Австралия (ARIA)                    | 1              |
| Германия (GfK)                      | 62             |
| Нидерланды (Single Top 100)         | 31             |
| Новая Зеландия (Recorded Music NZ)  | 6              |
| Великобритания (OCC UK Singles)     | 25             |
| США (Billboard Hot 100)             | 2              |
| США (Billboard Adult Pop Airplay)   | 1              |
| США (Billboard Alternative Airplay) | 1              |
| США (Billboard Pop Airplay)         | 2              |

| Страна    | Организация | Сертификация  |
| --------- | ----------- | ------------- |
| Австралия | ARIA        | 2× Платиновый |

| Годовой чарт (2001)       | Позиция |
| ------------------------- | ------- |
| Australian Singles Chart  | 5       |
| New Zealand Singles Chart | 4       |
| US Billboard Hot 100      | 1       |

| Чарты (2000-09)          | Позиция |
| ------------------------ | ------- |
| Australian Singles Chart | 80      |
| US Billboard Hot 100     | 26      |